# Фетталь, Рашад
Рашад Дими Фетталь (исп. Rachad Fettal Dhimi, араб. رشاد فتال‎; родился 16 января 2005, Торре-Пачеко) — испанский и марокканский футболист, нападающий испанского клуба «Альмерия».

## Клубная карьера
Выступал за юношеские команды клубов «Торре-Пачеко» и «УКАМ Мурсия», в 2018 году присоединился к футбольной академии клуба «Альмерия». В апреле 2022 года подписал профессиональный контракт с «Альмерией». 3 декабря 2023 года дебютировал в основном составе «Альмерии» в матче испанской Примеры против клуба «Реал Бетис».

## Карьера в сборной
В январе 2023 года дебютировал за сборную Испании до 18 лет. В сентябре того же года получил вызов в сборную Испании до 19 лет. В 2023 году сыграл за сборную Марокко до 20 лет на чемпионате УНАФ до 20 лет.